# Michael Heidelberger
Michael Heidelberger (New York, 29 april 1888 - New York, 25 juni 1991) was een Amerikaans scheikundige en immunoloog die wordt beschouwd als de vader van de moderne immunologie. Hij werkte van 1912 tot 1927 aan de Rockefeller Institute for Medical Research. Daarna was hij van 1928 tot 1956 als professor aan de Columbia-universiteit verbonden, terwijl hij tegelijkertijd als scheikundige werkte in het NewYork-Presbyterian Hospital. Van 1955 tot 1964 werkte hij als gastdocent aan de Rutgers-universiteit, waarna hij tot zijn dood als bijzonder hoogleraar aangesteld was aan de New York-universiteit.
Nadat hij zich aan het begin van zijn carrière voornamelijk richtte op de farmacie en analytische chemie hield hij zich later vooral bezig met immunologisch onderzoek. Daarbij onderzocht hij de chemische eigenschappen van antilichamen en antigenen, evenals de neerslagreactie tussen polysachariden van pneumokokken en antilichamen. Daarbij heeft hij samen met Oswald Avery kunnen aantonen data antilichamen proteïnen zijn. Verder legde hij de basis voor immunochemische analysetechnieken als ELISA en RIA.
In 1934 en 1936 kreeg hij de Guggenheim Fellowship. In 1967 ontving hij de National Medal of Science. Tevens kreeg hij de Lasker Award voor fundamenteel medisch onderzoek in 1953 en in 1978  de Lasker Award voor klinisch medisch onderzoek. Ook kreeg hij in 1977 de Louisa Gross Horwitz-prijs.
Vanaf 1942 was hij lid van de National Academy of Sciences en vanaf 1975 ook van de Royal Society. Hij was tot kort voor zijn dood actief als wetenschapper en schreef gedurende zijn loopbaan 365 wetenschappelijke publicaties.